# 洪炳镕
洪炳镕（1937年8月—），朝鲜族，原哈尔滨工业大学计算机系教授，博士生导师，机器人智能化研究室主任，机器人奥林匹克创新基地主任。
洪炳镕是国际机器人足球协会（FIRA）副主席，FIRA中国分会首任会长，中国人工智能学会机器人足球工作委员会首任主任，1997年创建立中国首个机器人足球队，先后举办了二十多次全国机器人大赛和两次FIRA世界杯大赛，有“中国机器人足球之父”之称。

## 生平
1937年8月，洪炳镕出生于滿洲國吉林省吉林市。1960年，他从哈尔滨工业大学计算机系毕业，后被留校任教。1980年，他留学日本早稻田大学，1982年在日本首次研究出卷积处理超高速算法，1983年3月获早稻田大学博士学位:484，是首位在海外获得计算机博士学位的中华人民共和国学者:58。
1983年，洪炳镕回国继续从事卷积处理超高速算法的研究，并研制出基于全ROM的运算部件方案，获航空航天部科技进步三等奖。1985年，他开始从事计算机辅助设计与制造CAD/CAM技术的研究，在国内首次编著CAD/CAM著作，并开发出“微机CAD工作站”，获航天科技部科技进步一等奖。:484
1986年，洪炳镕被破格晋升为哈工大教授:180。1988年，他在哈工大成立中国首个智能机器人研究室:58，先后研制出会走迷宫的智能机器人、教学用智能移动机器人，国内首个SM-1型水磨石机器人，宇宙勘探用四足步行机器人等，获省、部科技进步二等奖。1990年，他开始从事自由飞行空间机器人方面的研究，“空间智能机器人坐标变换超高速算法及其专用处理器”和“星载自主控制系统地上实验平台”均获航空航天部科技进步二等奖:484。
1997年，洪炳镕开始机器人足球方面的研究，成立了中国首个机器人足球队，是国际机器人足球协会（FIRA）副主席，并创建了FIRA中国分会，任首任会长。1999年至2021年，他在中国人工智能学会和FIRA的支持下在中国各地先后主持举办了23届全国锦标赛，以及2001和2008年FIRA世界杯机器人足球大赛，历任各届比赛执行主席。在2001年北京FIRA世界杯大赛上，他推出了自主研发的SimuroSot平台（已获专利）和全自主型机器人足球比赛项目RoboSot，他因此在2003年维也纳FIRA世界杯比赛上被授予FIRA特别贡献奖:65。2009年，他研制的足球机器人在韩国仁川FIRA第十四届世界杯大赛中，以1分07秒的成绩突破了原5分钟左右的仿人机器人短跑比赛世界纪录。2010年，他在哈尔滨工业大学举办了首届国际防人机器人奥林匹克竞赛。洪炳镕对中国机器人足球的贡献让他获得了“中国信息产业科技创新先进工作者”、“中国百名行业十佳风云人物”、“中国机器人足球之父”、“影响中国500位专家”的称号:74。

## 著作
- 洪炳镕：《计算机辅助设计与制造CAD/CAM》，哈尔滨工业大学出版社 1986.10
- (日)元冈达等著  洪炳熔译 《第五代计算机》 哈尔滨工业大学出版社 1987.3  CN：15341.50
- 洪炳镕、蔡则苏、唐好选：《虚拟现实及其应用》 国防工业出版社 2005 ISBN 7-118-03868-7
- 洪炳镕、柳长安、刘宏：《自由飞行空间机器人运动控制及仿真》国防工业出版社 2005 ISBN 7-118-03945-4
- 郭琦、洪炳熔：《空间机器人运动控制方法》 中国宇航出版社 2010 ISBN 978-7-80218-890-7